# Rákos
Rákos (Phragmites) je rod trav z čeledi lipnicovitých (Poaceae). Celkově jsou známy asi 3 druhy rákosu, rod je rozšířen po celém světě.

## Popis
Jsou to vytrvalé byliny. Jsou výběžkaté nebo s oddenky. Stébla dorůstají výšek zpravidla 0,5–4 m, vzácně až 10 m. Čepele listů jsou většinou ploché, vzácněji svinuté, 6–50 mm široké, na vnější straně listu se při bázi čepele nachází místo jazýčku věneček chlupů. Květy jsou v kláscích, které tvoří latu, která je zpravidla rozložitá. Klásky jsou z boku smáčklé, vícekvěté (zpravidla 3–10 květů), dolní květ je však pouze samčí nebo sterilní. Vřeteno klásku je dlouze (až 1 cm délky) leskle chlupaté. Na bázi klásku jsou 2 plevy, které velmi nestejné, bez osin, zašpičatělé. Pluchy jsou bez osin a zašpičatělé nebo osinaté, potom osina není kolénkatá. Plušky jsou dvoužilné, bez osin. Plodem je obilka, která není okoralá.

## Taxonomická poznámka
Tento článek pojednává pouze o rodu Phragmites. Existují však i jiné rostliny, které by se daly lidově nazvat rákosem. Příkladem je trsť rákosovitá (Arundo donax), který je mnohem mohutnější než rákos obecný. Trsť můžeme vidět i ve Středomoří, v ČR neroste.

## Druhy rostoucí v Česku
V České republice roste pouze 1 druh z rodu rákos (Phragmites). Je to rákos obecný (Phragmites australis, syn.: Phragmites communis Trin.). Je to mohutná tráva, rostoucí zpravidla na alespoň trochu zamokřených místech a často vytváří rozsáhlé monodominantní porosty. Může to být i expanzívní druh na nivních loukách v případě, že nejsou dlouhodobě koseny.